# Фернандес, Хелена
Эле́на Мари́я Ферре́йра Ферна́ндес-Альваре́нга Младшая (порт. Helena Maria Ferreira Fernandes-Júnior; 19 октября 1968, Рио-де-Жанейро, Бразилия) — бразильская актриса.

## Биография
Родилась 19 октября 1968 года в Рио-де-Жанейро (Бразилия).

## Карьера
Элена снимается в кино с 1994 года.

## Личная жизнь
В 1980-х годах Хелена состояла в фактическом браке с неким Андре. В этих отношениях Фернандес родила своего первого сына — Яна (род.1988).
В настоящее время Хелена замужем за кинорежиссёром Хосе Альваренга-младшим. В этом браке Фернандес родила своих второго и третьего сыновей — Антонио Альваренга (род.2003) и Лукаса Альваренга (род.07.03.2004).